# Poecilotylus trifasciatus
Poecilotylus trifasciatus är en tvåvingeart som beskrevs av Christian Rudolph Wilhelm Wiedemann 1830. Poecilotylus trifasciatus ingår i släktet Poecilotylus och familjen skridflugor. Inga underarter finns listade i Catalogue of Life.